# Jim Black (judoka)
Jim Black – australijski judoka.
Brązowy medalista mistrzostw Oceanii w 1966. Mistrz Australii w 1966 i 1967 roku.